# Gara Suceava
Gara Suceava, cunoscută și sub denumirea de Gara Burdujeni, este o gară de cale ferată din municipiul Suceava (în nord-estul României). A fost construită în perioada 1892–1902 în Burdujeni (pe atunci localitate de frontieră între Regatul României și Austro-Ungaria, făcând parte din județul Botoșani, astăzi cartier al Sucevei). Între anii 1902–1918 Gara Burdujeni a fost gară de frontieră românească. În prezent, ea se află situată pe strada Nicolae Iorga nr. 7.
Gara Suceava–Burdujeni a fost inclusă în Lista monumentelor istorice din județul Suceava, elaborată în anul 2004, având codul de clasificare  SV-II-m-B-05470. În această listă apare eronat anul 1869 ca an al construcției.

## Istoric

### Construirea gării
La 28 octombrie 1869 a fost inaugurată și pusă în exploatare linia de cale ferată Cernăuți–Ițcani, în lungime de 89 de kilometri și care avea ca stație terminus satul Ițcani (localitate de frontieră între Austro-Ungaria și Regatul României). Prin această cale ferată, orașul Suceava a fost legat de alte centre importante din Bucovina.
O lună și jumătate mai târziu, la 25 decembrie 1869, a fost deschis traseul feroviar Suceava–Roman. Granița austro-română era situată între Gara Ițcani (astăzi Gara Suceava Nord) și Burdujeni (actualmente Gara Suceava). În prezent, Ițcani și Burdujeni sunt cartiere ale municipiului Suceava.
Deoarece satul Ițcani era localitate de frontieră pe teritoriul Austro-Ungariei, funcționa aici un pichet de grăniceri și un punct vamal. Administrația căilor ferate austriece a construit aici o gară destul de grandioasă, la acea vreme, tocmai pentru a fi o carte de vizită a Austro-Ungariei. Edificiul Gării Ițcani a fost ridicat, în stilul neogotic al gărilor din Europa Centrală, de doi antreprenori austrieci – C. Gall și F. Ronchetti, constructorii căii ferate Roman–Burdujeni–Ițcani–Cernăuți, și a fost dat în exploatare în anul 1871.
La început, la Burdujeni exista numai o simplă haltă, pe locul unde se găsea cantonul CFR nr. 283 (fost nr. 2), servind doar pentru urcarea și coborârea călătorilor din comuna Burdujeni. Ulterior, halta Burdujeni și-a mutat sediul într-o clădire mai spațioasă, care s-a aflat pe locul unde sunt astăzi birourile Atelierului CFR.

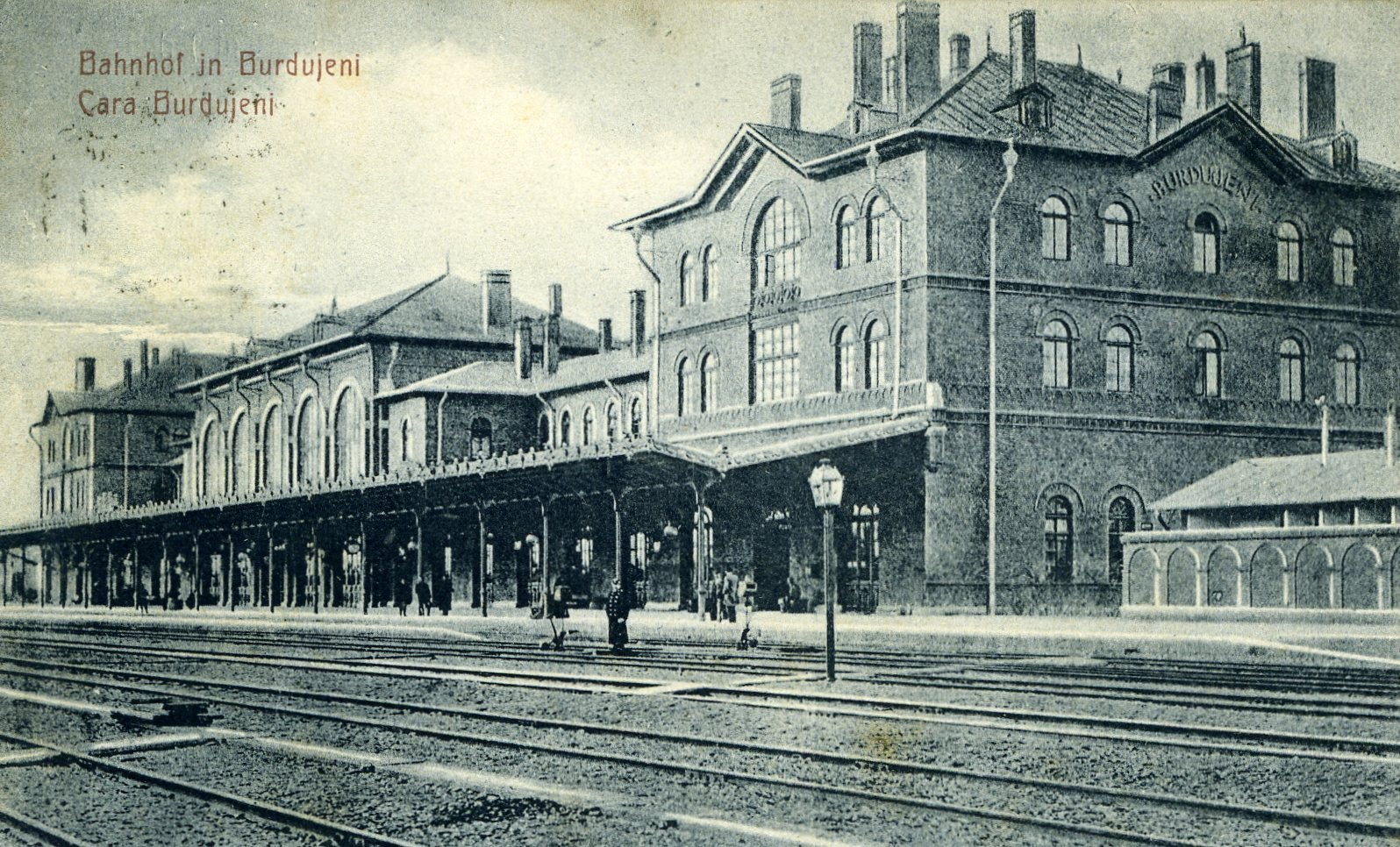
Gara Burdujeni la începutul secolului al XX-lea, în perioada în care era gară de frontieră

Din anul 1881 și până în anul 1902, Guvernul Regatului României a închiriat de la guvernul austriac jumătate din stația Ițcani, pentru a o folosi drept gară și vamă românească la vechea frontieră.
Lucrările pentru construcția Gării Burdujeni au început în anul 1892 pe un teren pus la dispoziție din moșia Burdujeni, în lunca râului Suceava. Terenul era mlăștinos și a trebuit desecat cu pompe, iar apele au fost captate în drenuri subterane și dirijate spre râul Suceava. Gropile formate au fost acoperite cu pământ și prundiș în cantități mari, iar pentru asigurarea unui fundament mai solid s-au așezat una lângă alta grinzi de stejar de mărimea unui copac. Lucrările au fost executate de societatea particulară italiană Celesti Construttirice Edilitates Ceretti e Tanfani din orașul Milano după un proiect similar cu cel al gării din orașul elvețian Fribourg. Atunci au fost construite etajul superior și cele două pavilioane laterale. Construirea clădirii a fost terminată în 1898, dar copertina peronului principal și alte instalații auxiliare au fost finalizate abia în 1902.
Lângă Gara Burdujeni a fost construit și un depou de locomotive, care era unul dintre cele mai mari din zona Moldovei. În jurul gării s-au construit locuințe ale personalului feroviar care se ocupa de întreținerea căii ferate. Până în anul 1918 în clădirea gării a existat un oficiu vamal și unul poștal.

### Lucrări de reparații
După Unirea Bucovinei cu România (1918), s-au desființat pichetul de grăniceri și oficiul vamal, iar multe spații ale clădirii au devenit disponibile. În anul 1920 au fost instalate în spațiile gării mai multe instituții fără legătură cu traficul feroviar: un orfelinat mixt cu numele „Regina Maria” (înființat la 1 aprilie 1920 de Casa Muncii), o grădiniță de copii și o școală primară, ambele mixte. În anul 1923 s-a deschis aici și o școală profesională pentru fete cu specializările rufărie, croitorie, țesătorie, tot pentru copiii de ceferiști. Aceste școli au funcționat în localul gării până în anul 1955 când în clădirea acesteia au început să se desfășoare din nou activități ale administrației feroviare ca urmare a diferitelor procese de reorganizare.

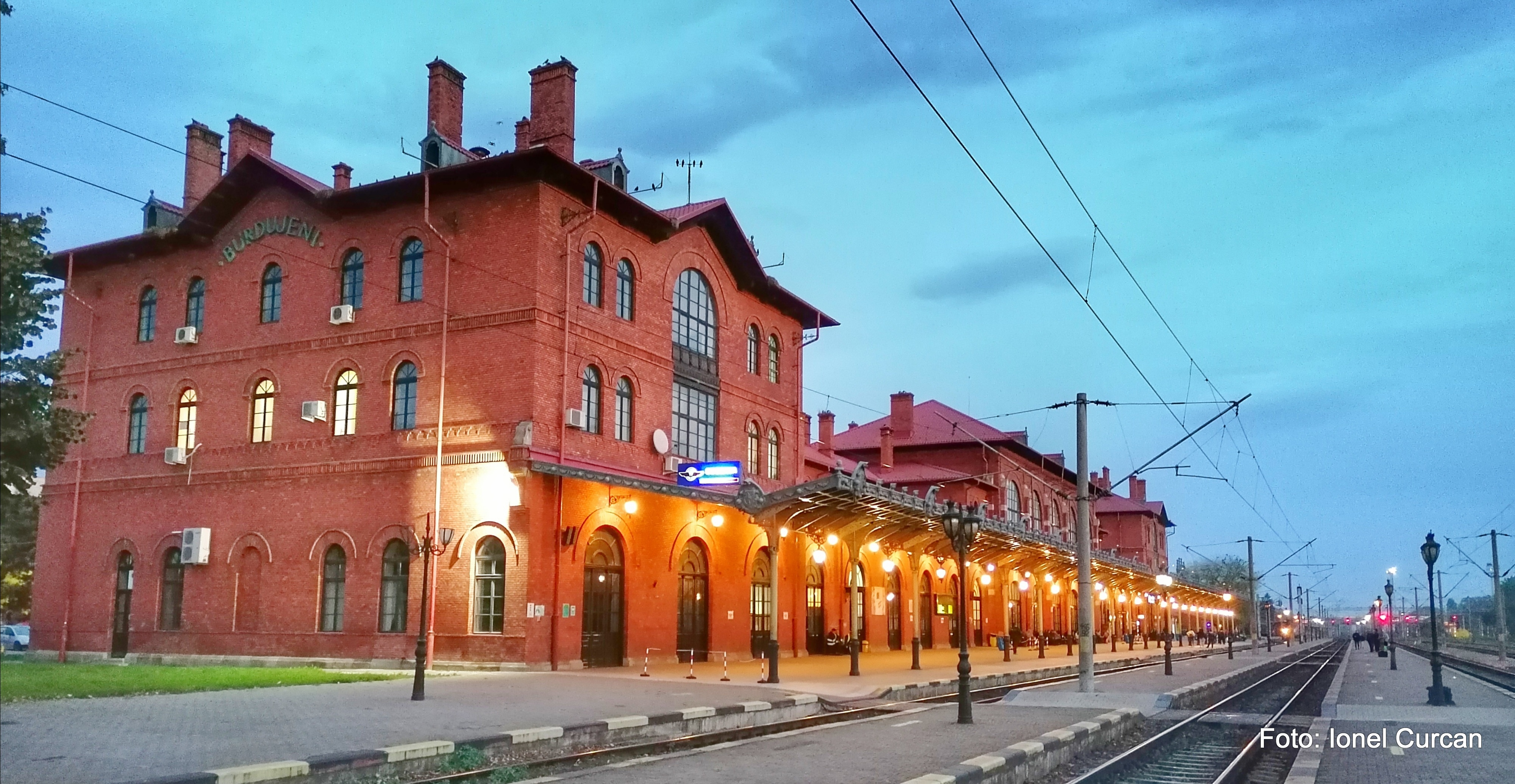
Vedere nocturnă cu peronul și clădirea gării dinspre vest

În perioada interbelică, la parter erau birourile CFR (birourile de mișcare, casele de bilete, sălile de așteptare), a oficiului poștal, a serviciului de revizie de telefoane și telegraf, precum și două restaurante. La cele două etaje funcționau Orfelinatul „Regina Maria” și școlile profesională și primară.
După terminarea celui de Al Doilea Război Mondial, guvernul român a hotărât să construiască o nouă linie de cale ferată care pornea dintre Gările Suceava (anterior Burdujeni) și Suceava Nord (anterior Ițcani), traversa orașul Suceava pe la vest și trebuia să se conecteze în Păltinoasa la calea ferată Dărmănești–Câmpulung Moldovenesc. Lucrările de construcție au început în 1951, dar au trebuit să fie suspendate în 1955 din cauza unor probleme financiare și s-au reluat abia în 1959. La 23 august 1964, noua cale ferată a fost pusă în funcțiune. Astfel, Gara Burdujeni a devenit un nod feroviar important.
Ca urmare, Administrația Căilor Ferate Române a efectuat între anii 1956–1961 primele reparații capitale ale clădirii gării, fiind aduse și unele modernizări. Au fost introduse în clădire încălzirea centrală și apa potabilă. De asemenea, după înlocuirea pardoselei de lemn dintre etaje cu planșee și grinzi din beton armat, a mai fost construit încă un etaj destinat activităților de telecomunicații. În anul 1981 a avut loc electrificarea liniilor de cale ferată din Burdujeni.

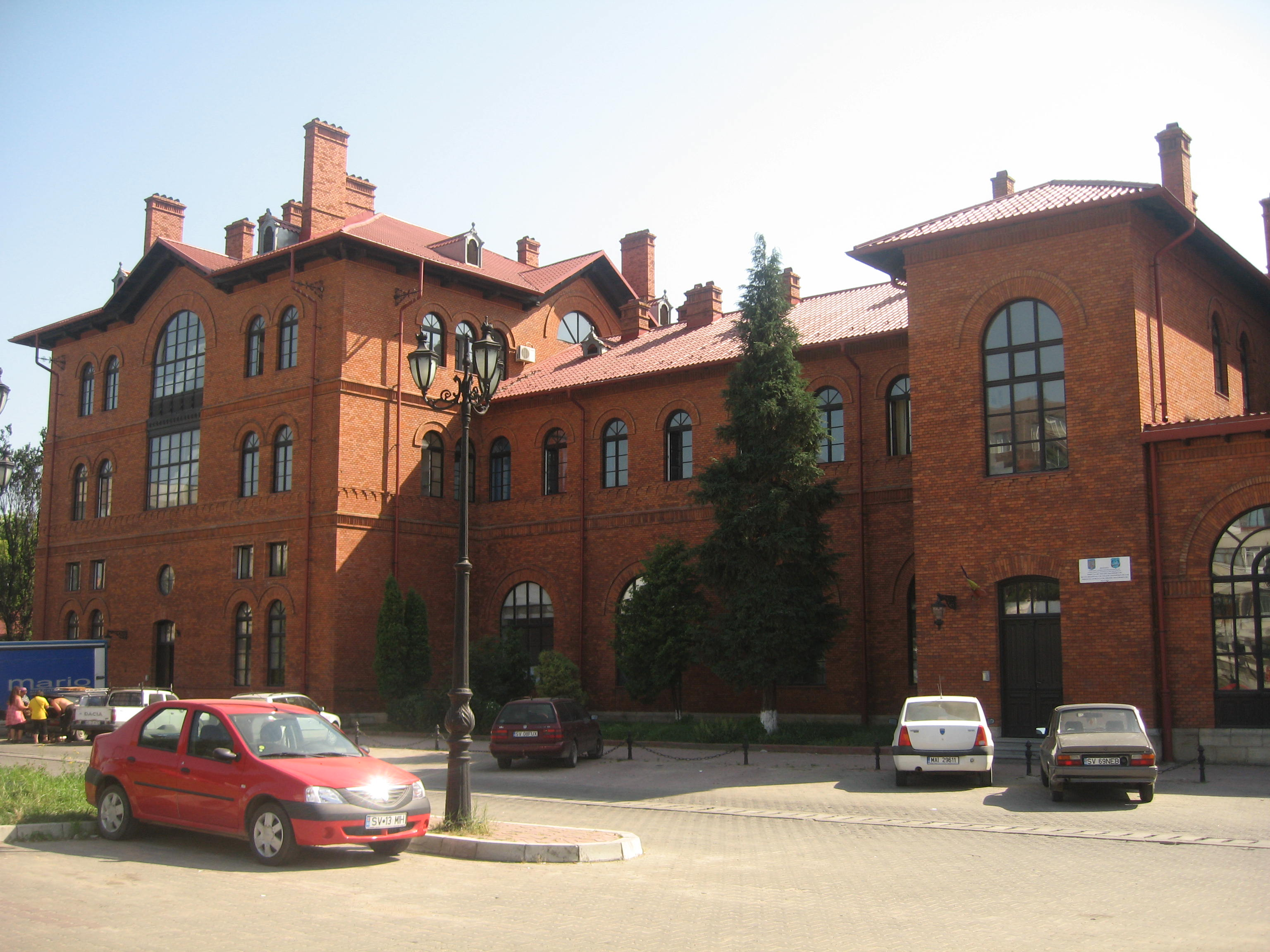
Pavilionul estic al gării

Gara Suceava a fost închisă în perioada 2000–2006, din cauza efectuării unor lucrări de reabilitare. În acest timp, traficul feroviar a fost redirecționat către Gara Suceava Nord. În anul 2005 trenurile au început din nou să oprească în gara aflată încă în reparații, din cauza faptului că pasagerii localnici trăgeau semnalul de alarmă pentru a opri trenul în dreptul stației. Lucrările au avansat greu din pricina lipsei banilor. Până în anul 2004, fondurile au provenit de la Compania Națională de Căi Ferate Române S.A. și s-au efectuat doar lucrări de întreținere, consolidare și reparații curente. Începând din 2004, Gara Burdujeni a fost inclusă în programul „Reabilitarea unor importante stații de cale ferată din România”, finanțat prin banca de investiții Credit Suisse First Boston International pentru reabilitarea a 16 stații feroviare importante din România. Lucrările au fost încredințate de Regionala CFR Iași, prin licitație, companiei Muha S.R.L. Suceava, proiectant general fiind Institutul de Studii și Proiectări Căi Ferate (ISPCF) București și proiectant special Consis Proiect.
S-au executat lucrări de consolidare a clădirii (cămășuiri armate la pereți, schimbarea grinzilor care susțineau acoperișul) și de modernizare (curățarea cărămizii de Ciurea de la fațadele exterioare, fiind completate zonele cu lipsuri sau degradări ale fațadei, înlocuirea tâmplăriei vechi cu alta din lemn stratificat și geamuri de tip termopan, placarea cu gresie antiderapantă a holului central, a celui perimetral și a peronului, refacerea copertinei peronului principal, montarea de tablă Lindab pe acoperiș, restaurarea decorațiunilor murale din holul central, montarea unei centrale termice racordate la gaz metan și a unui grup electrogen nou, refacerea canalizării, înlocuirea racordurilor electrice, a stâlpilor și a lampadarelor ce asigură iluminatul, amplasarea de panouri electronice de informare a călătorilor). Piața din spatele gării a fost refăcută cu pavele de trafic greu, în două nuanțe coloristice. Clădirea Gării Suceava a fost redeschisă publicului călător la 17 noiembrie 2006 în prezența mai multor oficialități: Constantin Dascălu (secretar de stat în Ministerul Transporturilor, Construcțiilor și Turismului), Constantin Axinia (directorul general al Companiei Naționale de Căi Ferate Române S.A.), Sorin Flutur (directorul Regionalei Căi Ferate Iași), Ion Lungu (primarul municipiului Suceava) etc.
În prezent, pe peretele dinspre peron al gării se află o placă de marmură cu un text ce conține date eronate: „Această gară a fost construită și dată în exploatare la 15 decembrie 1869 cu ocazia deschiderii liniei ferate Suceava–Roman, prima linie din Moldova. Octombrie 1969”. Există încă o placă de marmură, amplasată la 15 decembrie 1994 cu ocazia aniversării a 125 de ani de la inaugurarea primei linii de cale ferată din Moldova și având inscripționat textul: „15-XII-1994. 125 ani de la inaugurarea liniei Suceava–Roman”.

## Arhitectura gării

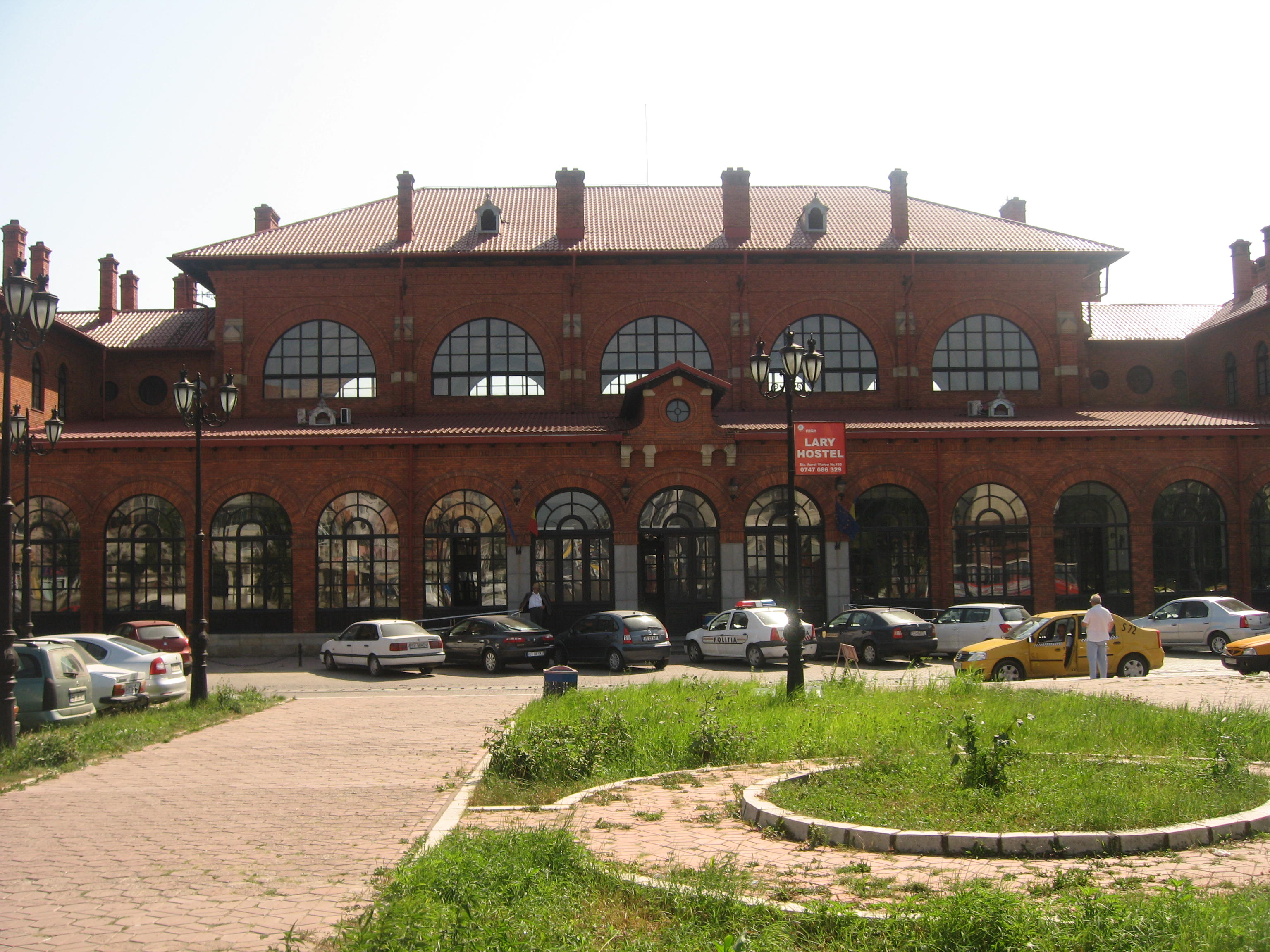
Corpul central al gării

Gara Burdujeni are un aspect monumental cu influențe baroce, din dorința autorităților române ca această gară de frontieră să nu fie mai prejos decât gara din Ițcani (stația corespondentă de pe teritoriul Austro-Ungariei). Ea a fost construită după modelul gării din Fribourg (Elveția), într-o plastică arhitecturală ce amintește de eclectismul de școală franceză al vremii.
Clădirea este compusă dintr-un corp central (având în mijloc o sală de așteptare de dimensiuni monumentale, realizată în stil baroc, precum și holuri de acces) și două corpuri laterale cu două niveluri. Fațada clădirii a fost realizată în întregime din cărămidă roșie lustruită, furnizată de Fabrica de cărămizi Ciurea (din apropierea Iașiului), care fusese construită în anul 1891 la inițiativa directorului general al Căilor Ferate Române, Gheorghe Duca. Clădirea impresionează și prin peronul acoperit, dar și prin feroneria lucrată artistic de meșterii timpului.
Sala principală a servit inițial ca sală de recepție și oficiu vamal. După Unirea Bucovinei cu România și până prin anii '50 ai secolului al XX-lea, aici se țineau balurile date de CFR și Primărie, cu ocazia diferitelor manifestări. În sala principală a gării, sculptorul Iftimie Bârleanu a realizat macheta din ipsos a statuii ecvestre a lui Ștefan cel Mare, care a fost ulterior turnată în bronz și amplasată în anul 1977 pe platoul Cetății de Scaun a Sucevei. Tradiția organizării balurilor în sala mare a gării a fost reluată după finalizarea lucrărilor de restaurare din anul 2006.

## Legături feroviare
În prezent, Gara Burdujeni este înscrisă în nomenclatorul Căilor Ferate Române sub denumirea de Stația CFR Suceava, fiind legată la Magistrala CFR 500 (București Nord–Vicșani) și la calea ferată 502 (Suceava–Vatra Dornei–Ilva Mică). De aici sunt trenuri sau vagoane directe zilnice spre cele mai importante orașe ale țării (București, Iași, Botoșani, Ploiești, Constanța, Cluj-Napoca, Timișoara, Arad, Oradea, Brașov, Sibiu etc.), spre destinații pe plan local (Vatra Dornei, Câmpulung Moldovenesc, Cacica, Rădăuți, Putna), dar și dincolo de granițele României (către Ucraina și Rusia).

## Imagini

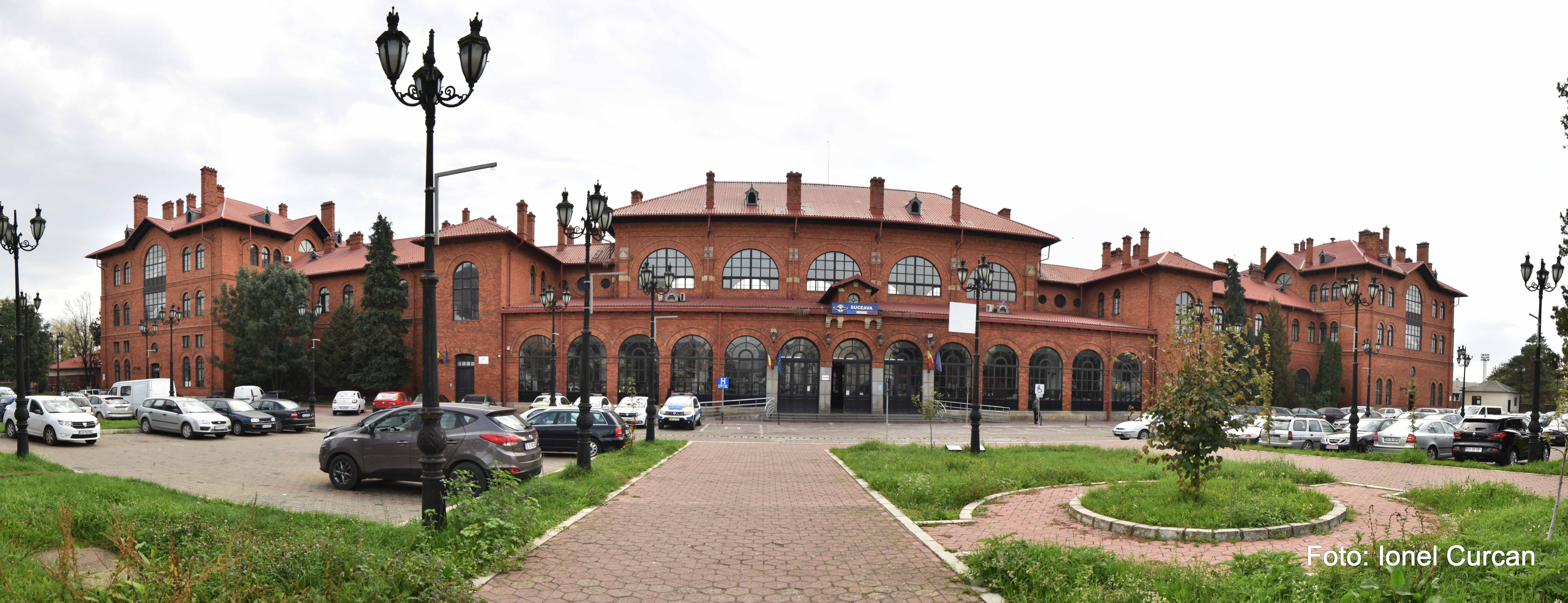
Vedere panoramică cu Gara Burdujeni
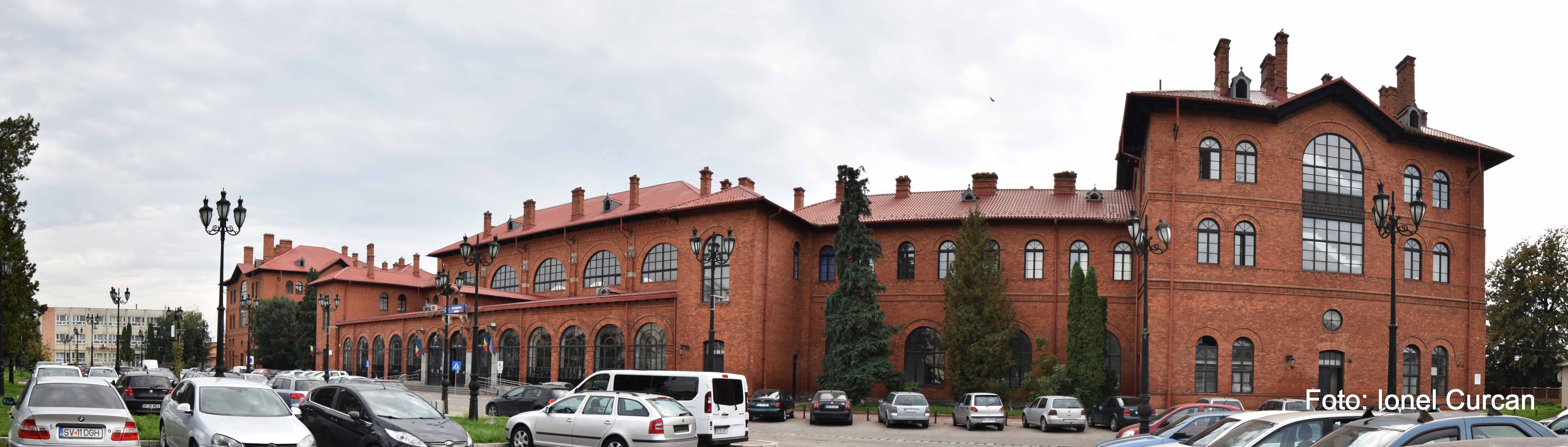
Vedere panoramică cu Gara Burdujeni
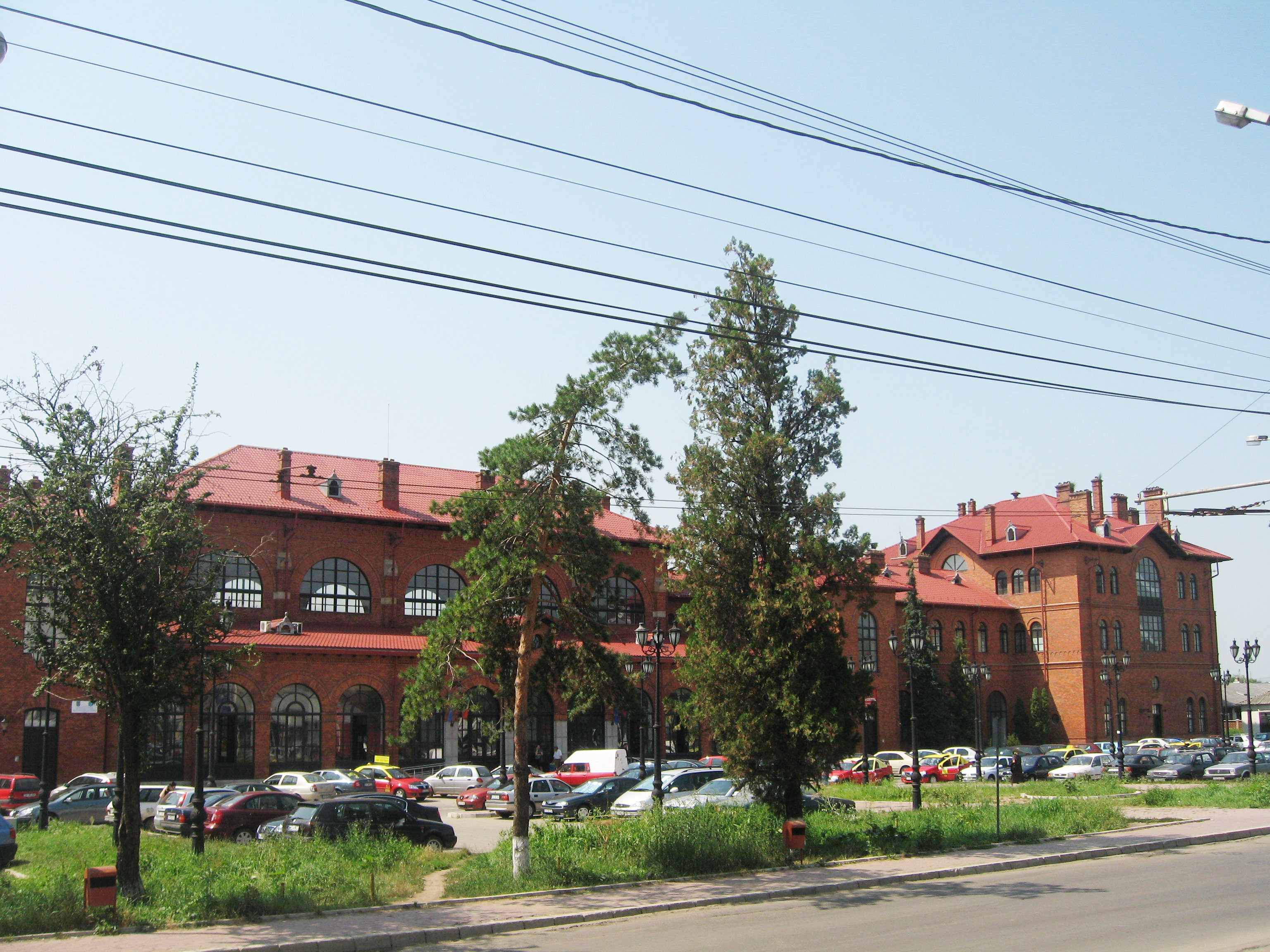
Clădirea gării văzută din spate
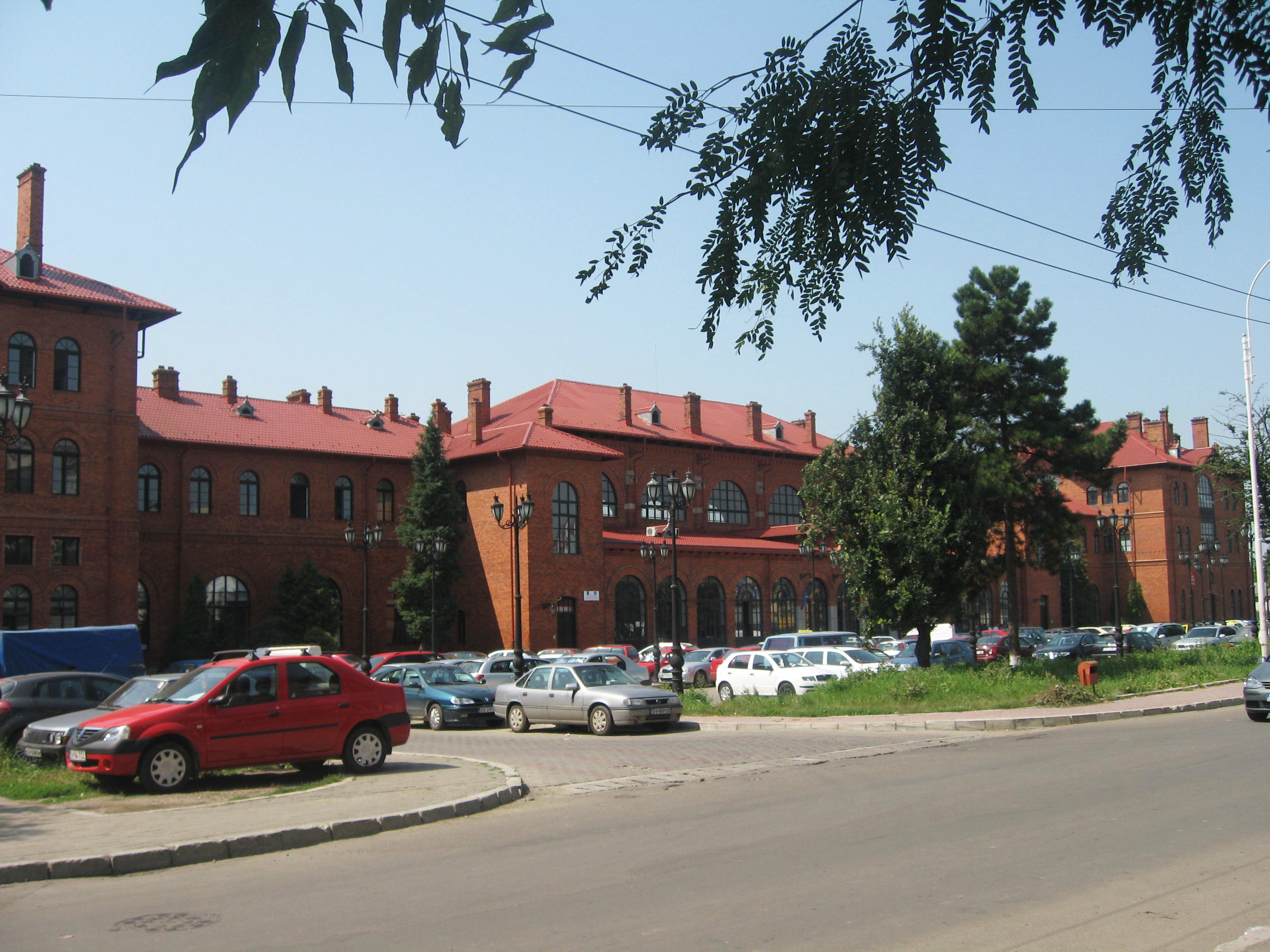
Clădirea gării văzută din spate
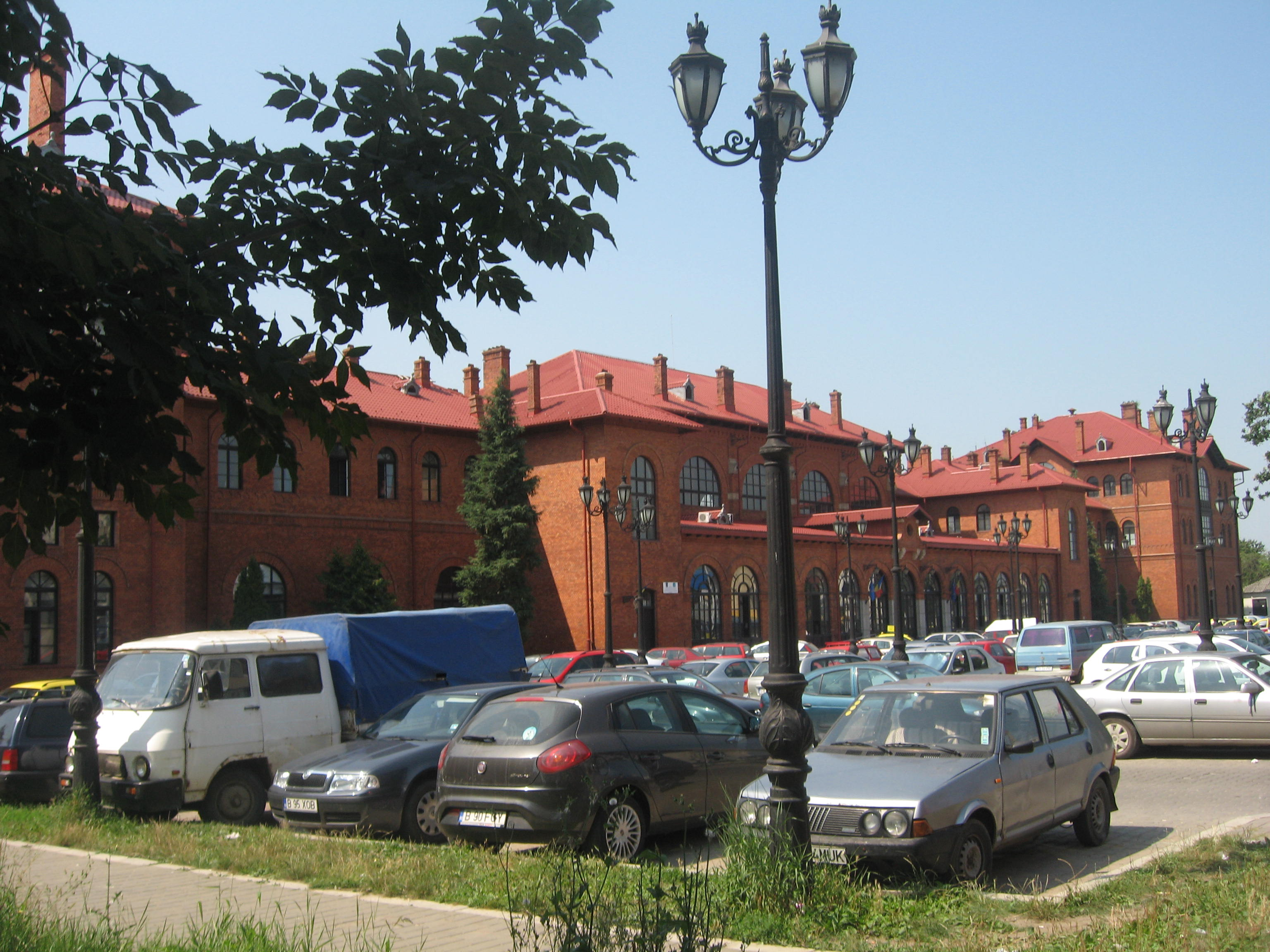
Clădirea gării văzută din spate
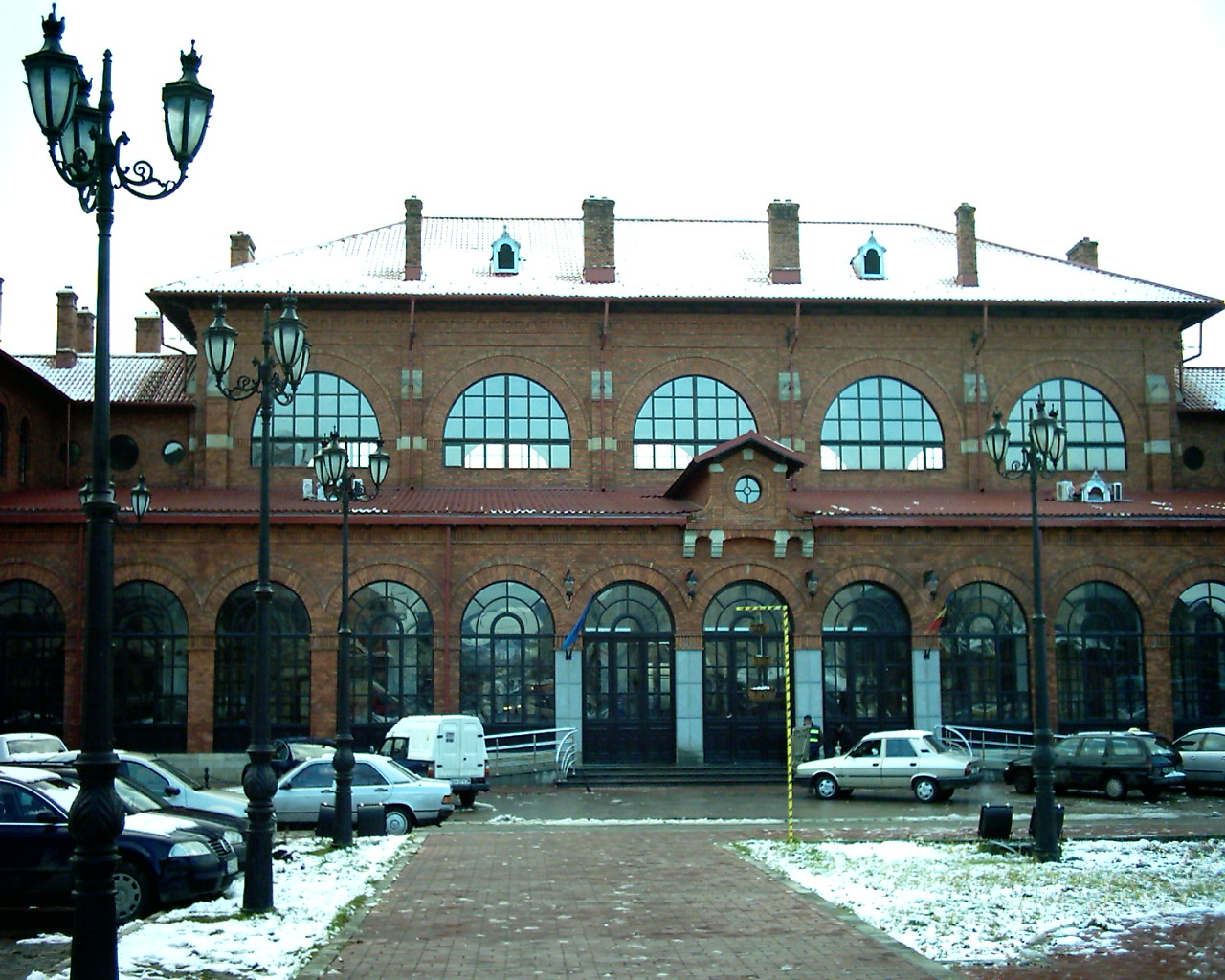
Corpul central al gării
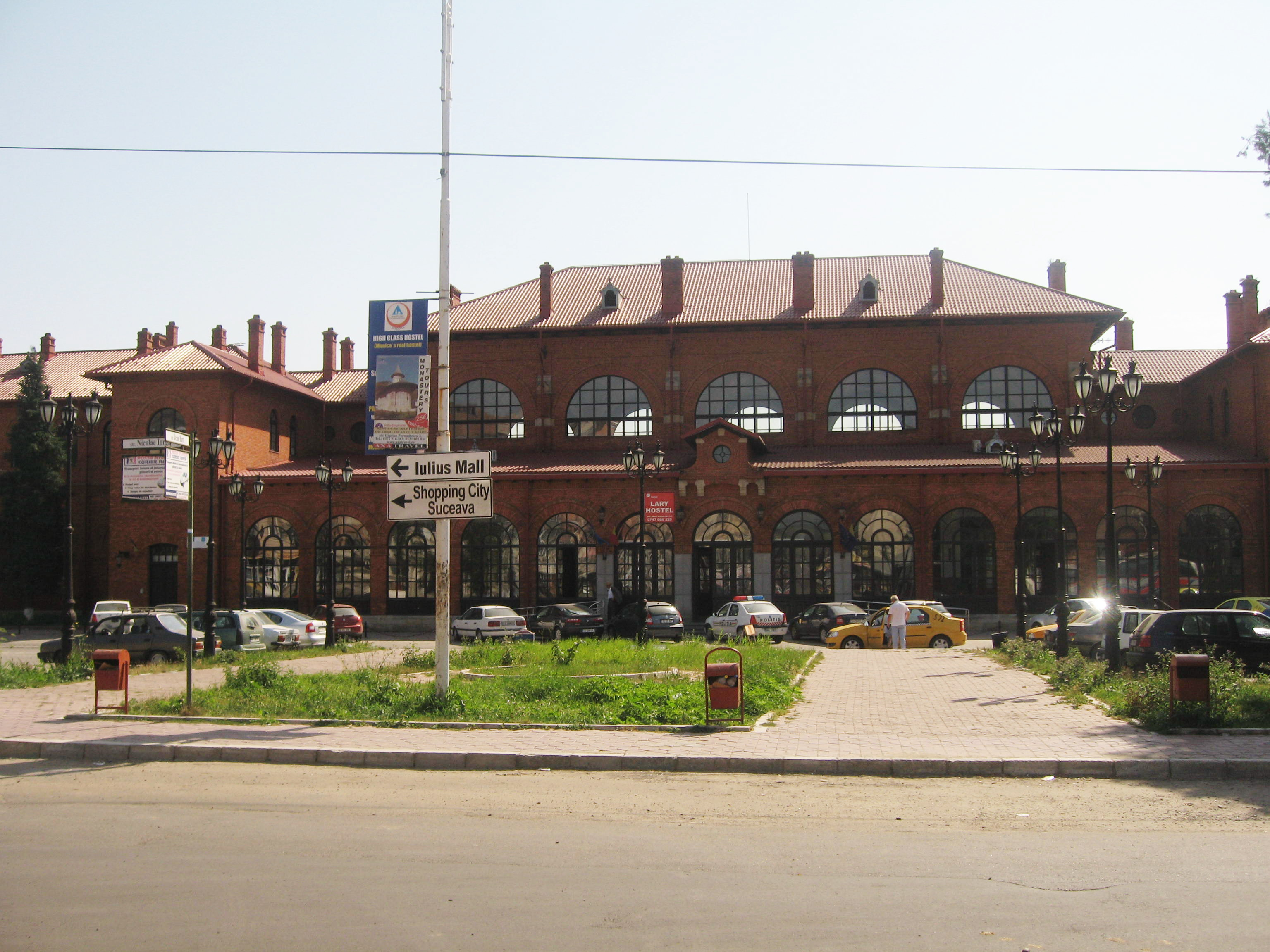
Corpul central al gării
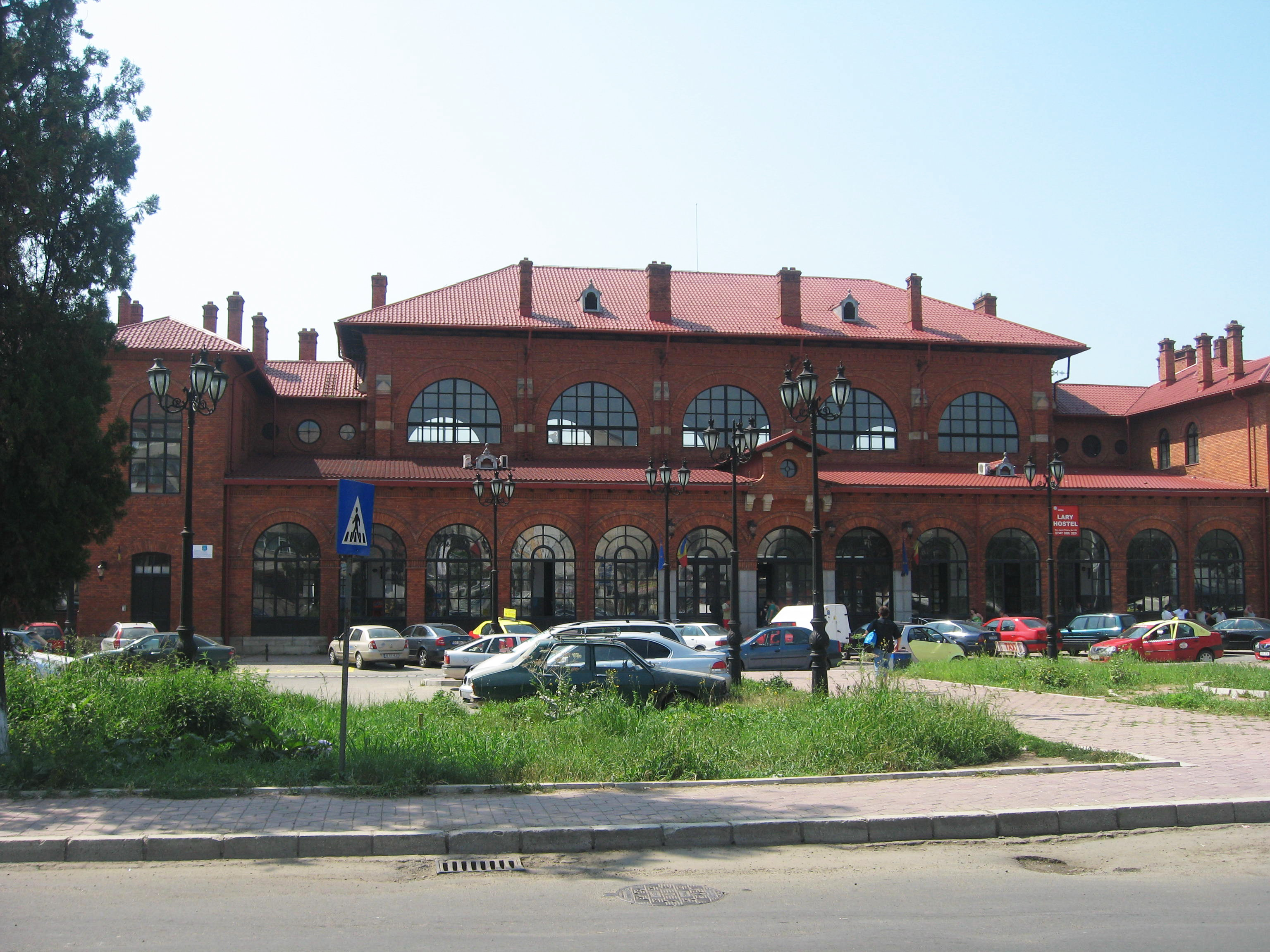
Corpul central al gării
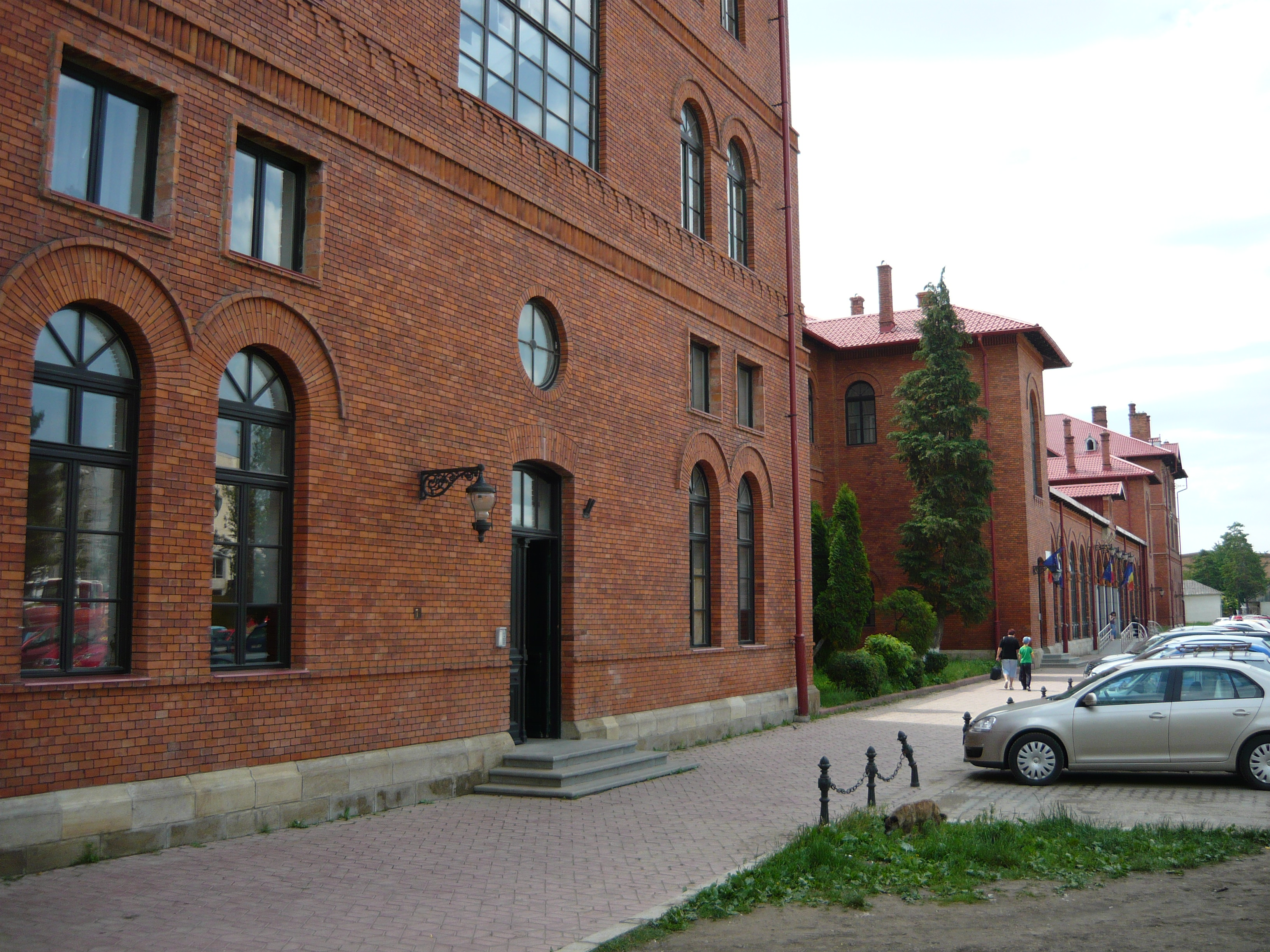
Pavilionul estic al gării
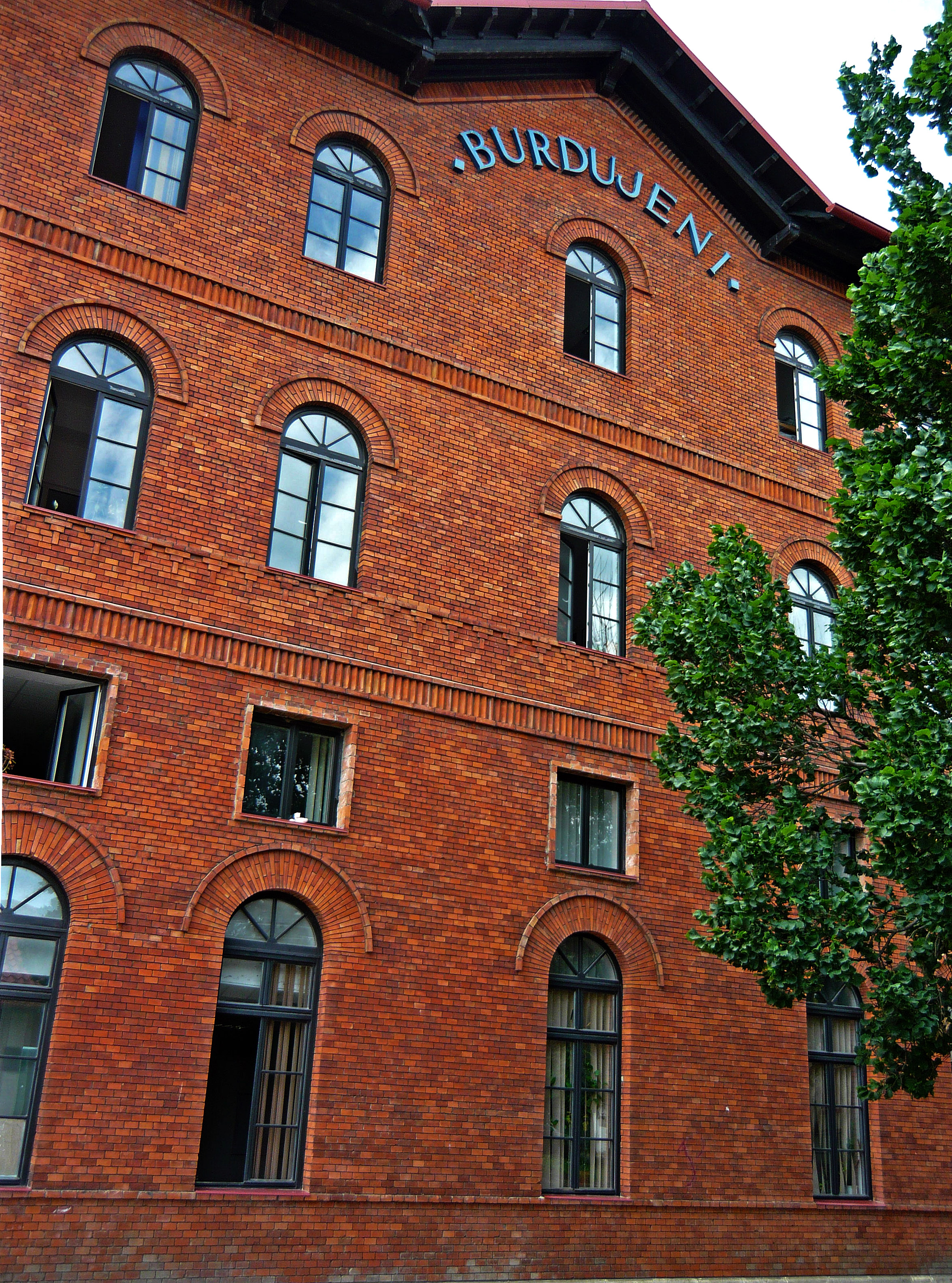
Peretele lateral estic al gării
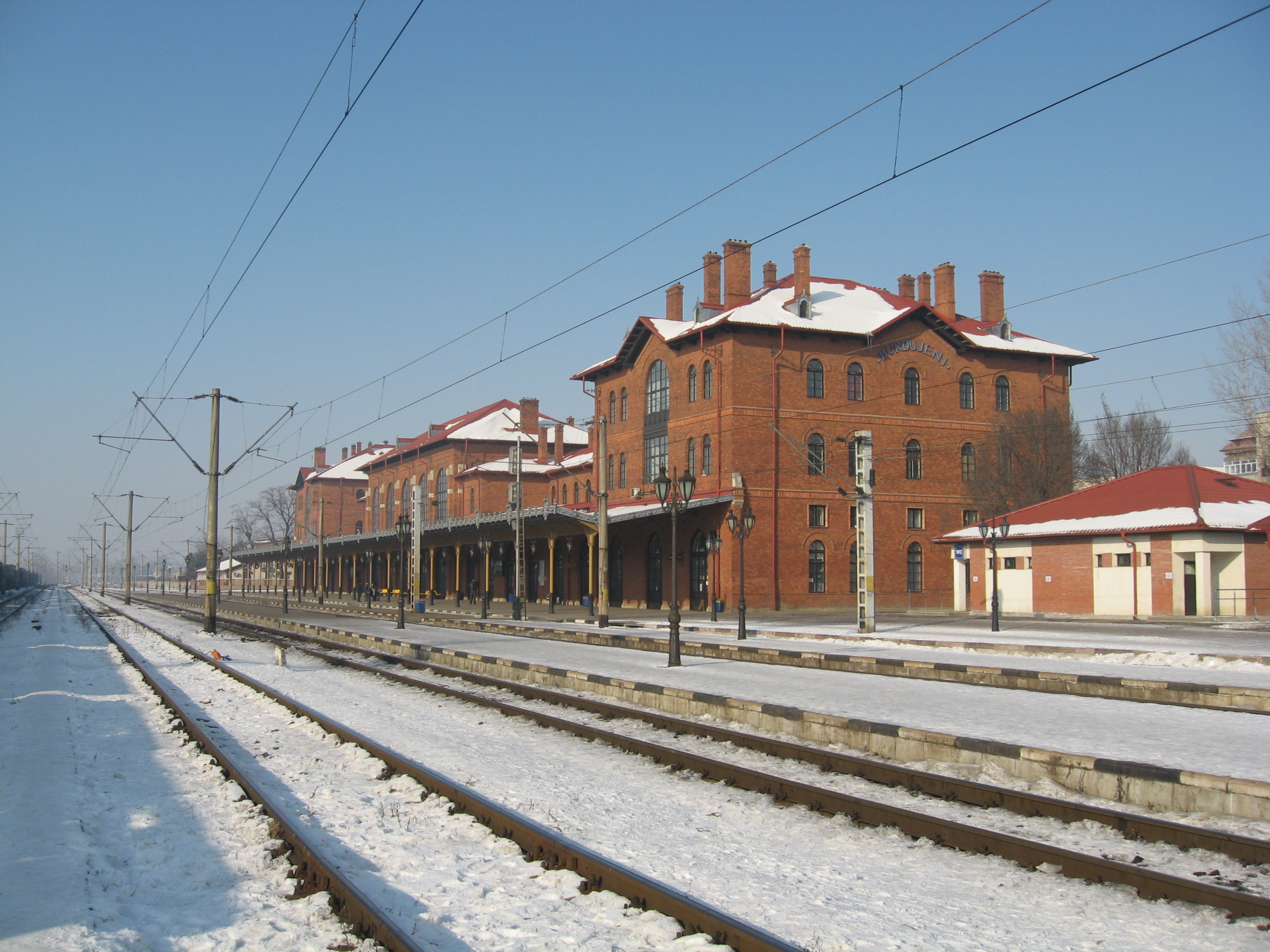
Peronul și clădirea gării văzute dinspre est
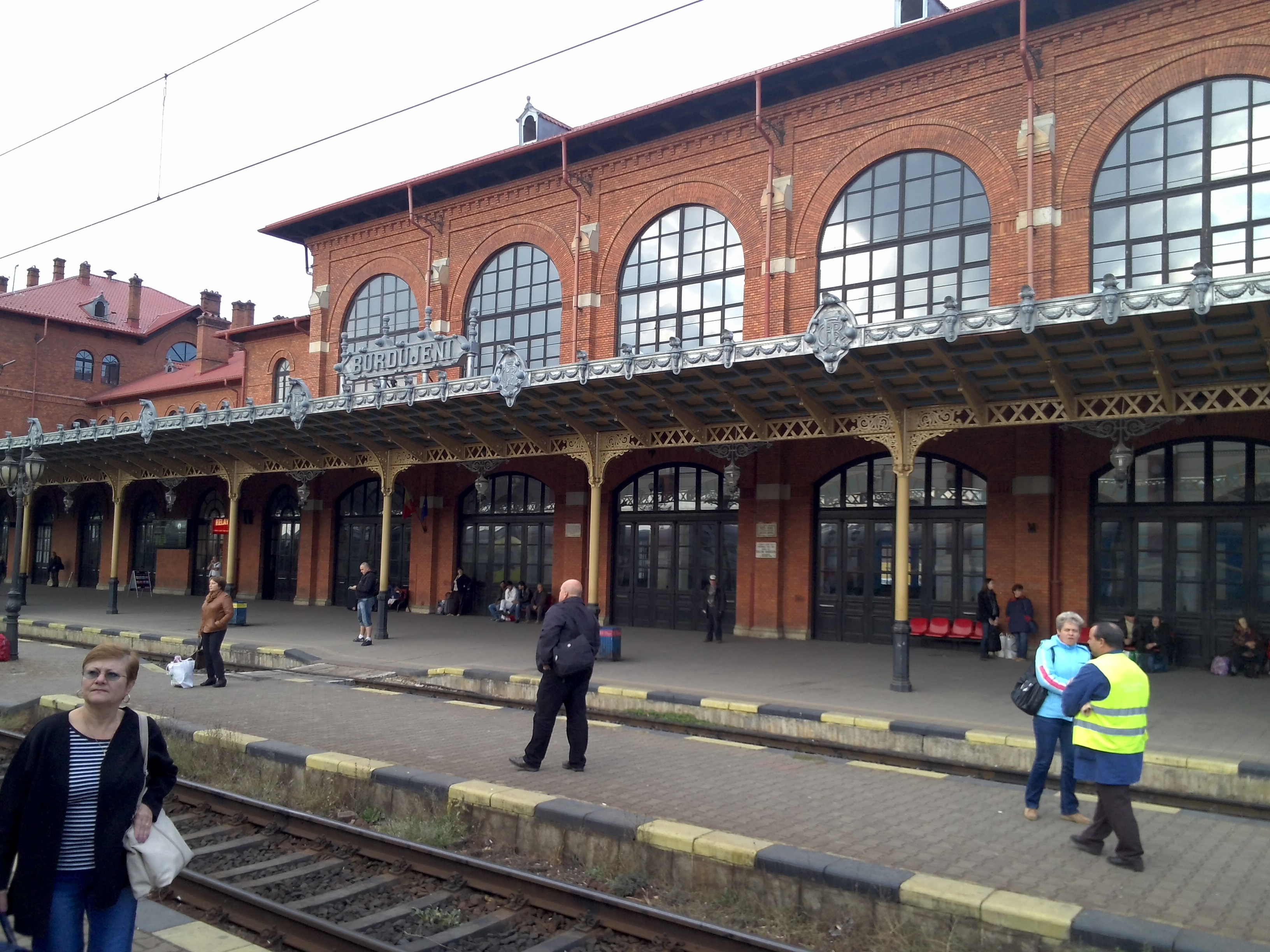
Peronul gării
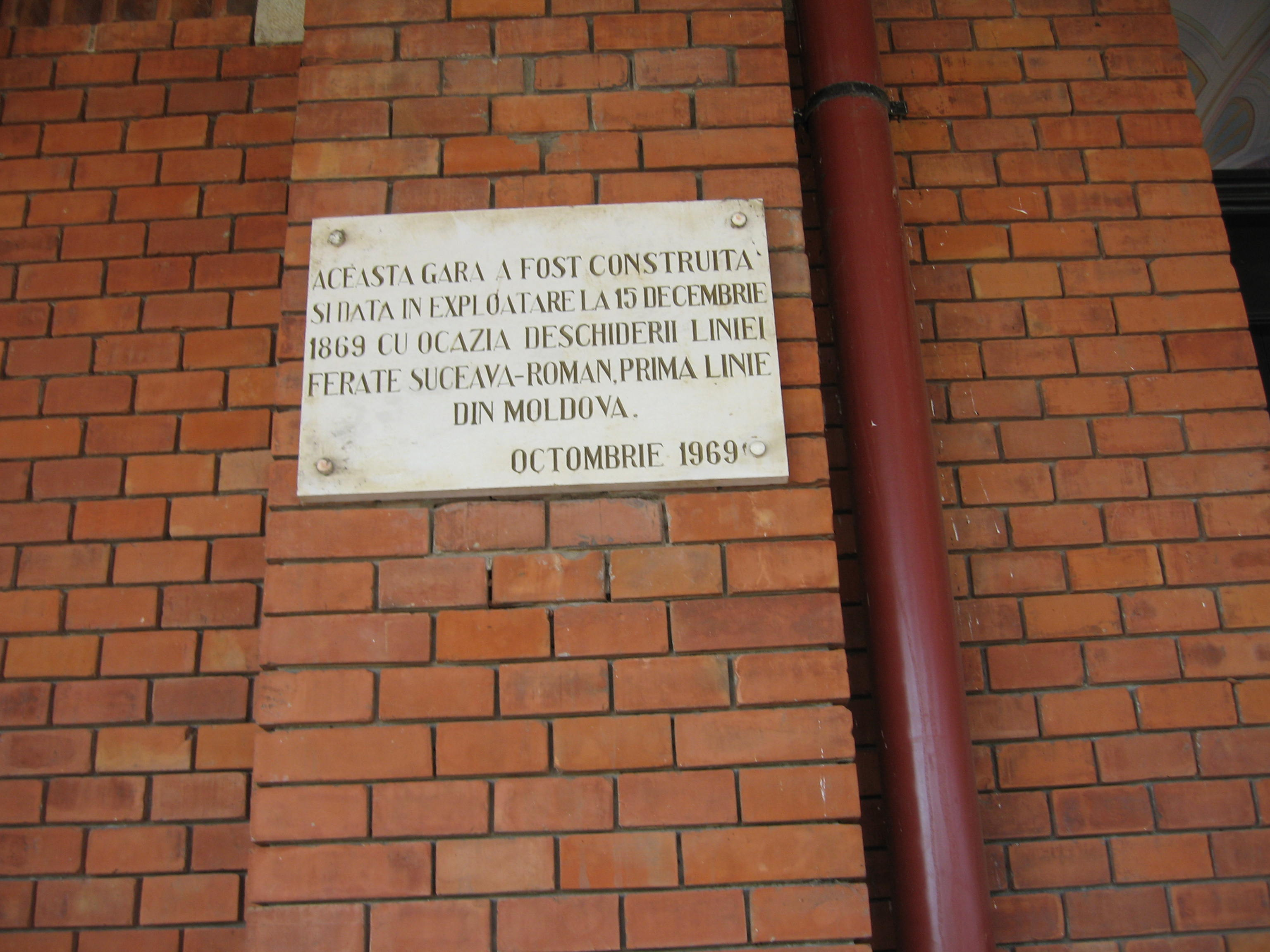
Placă memorială (1969)
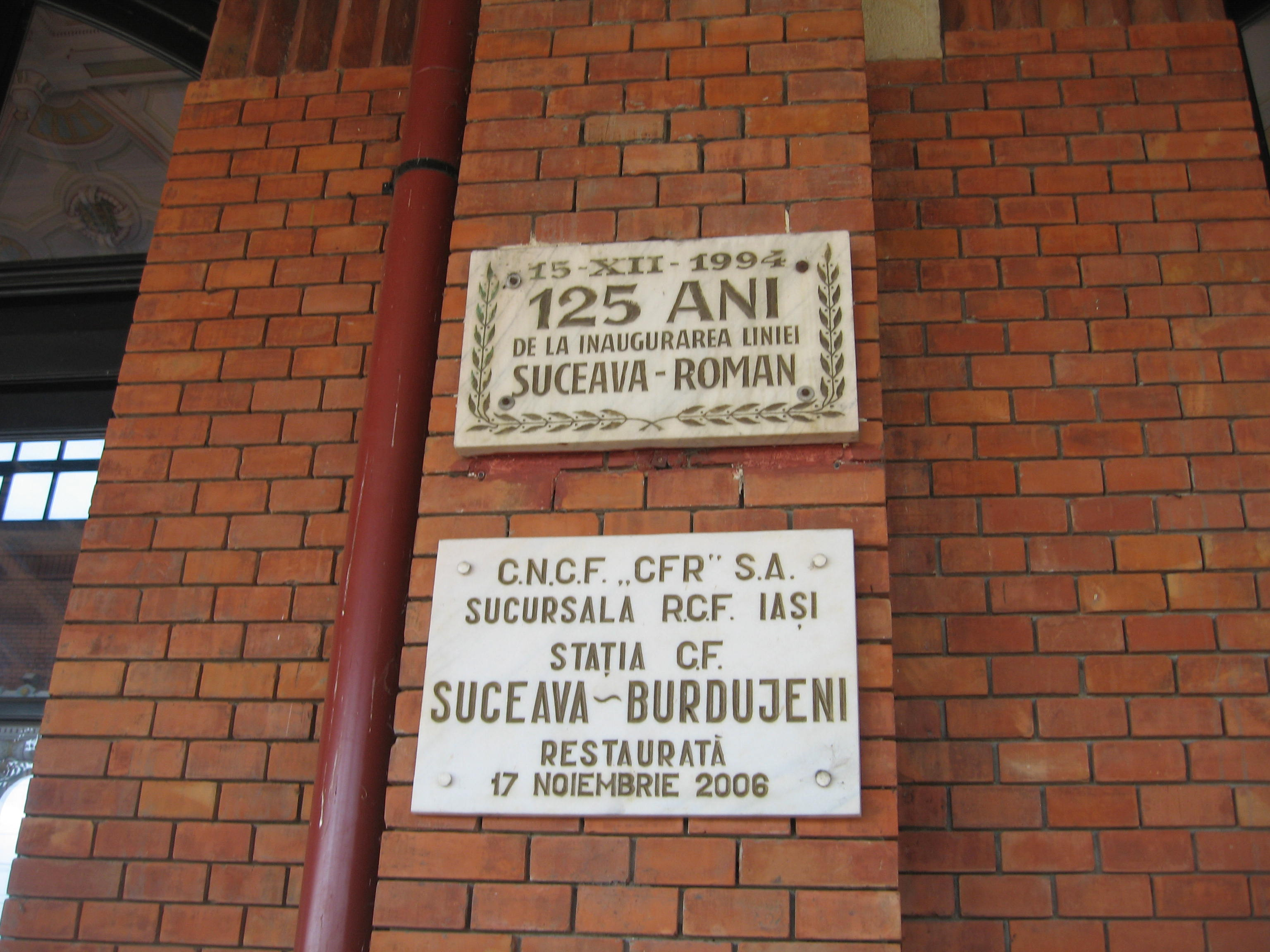
Placă memorială (1994)
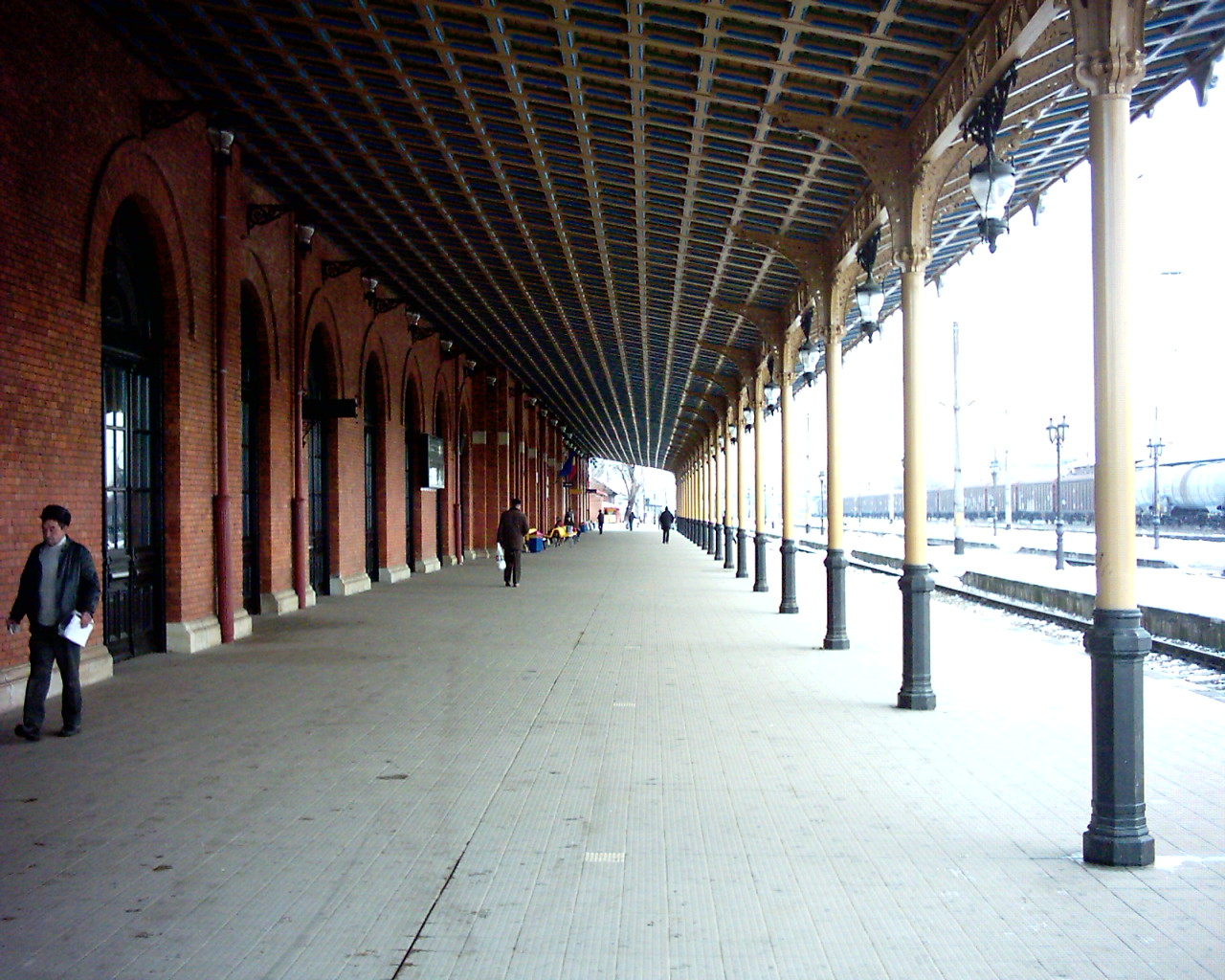
Peronul gării
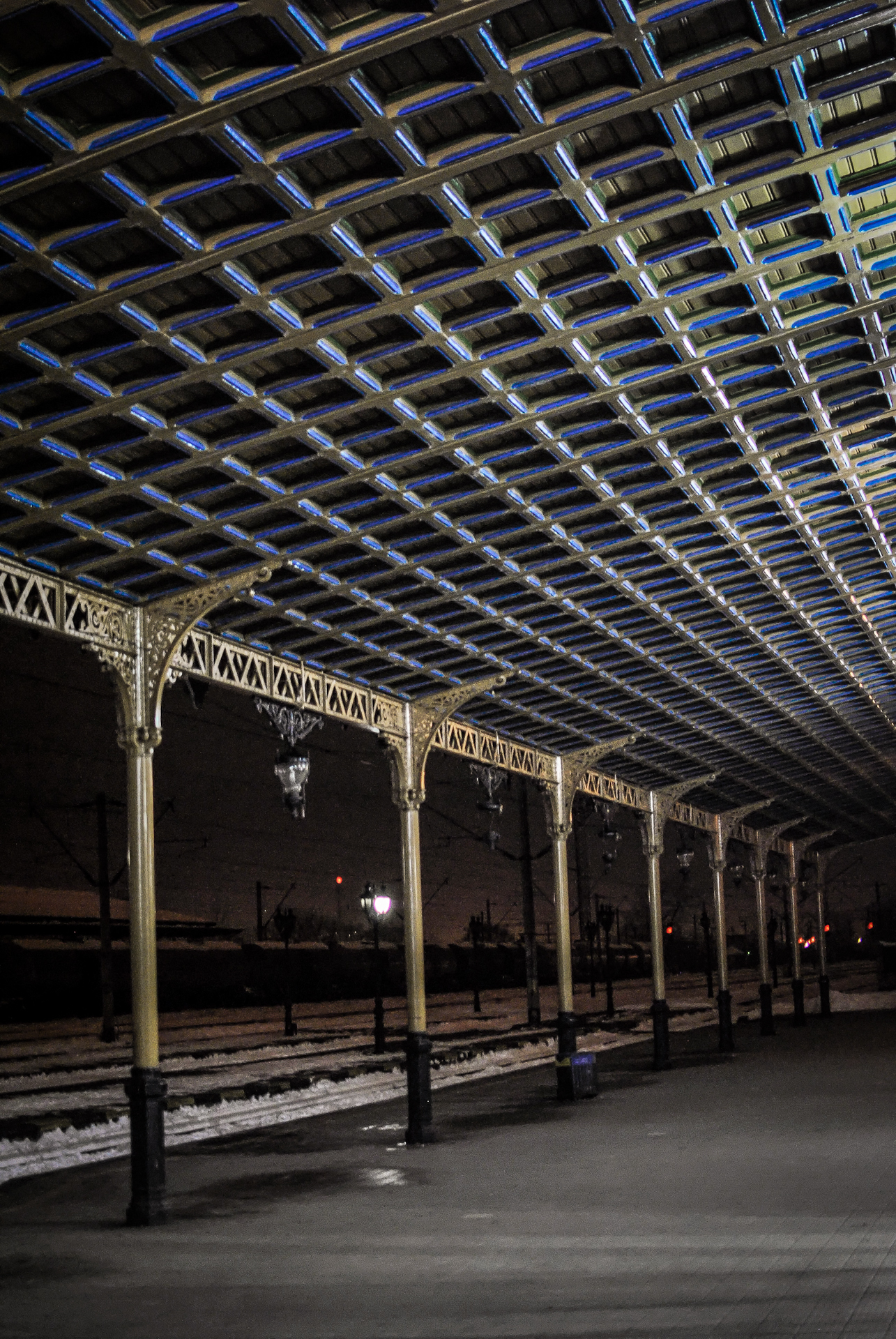
Peronul gării pe timp de noapte
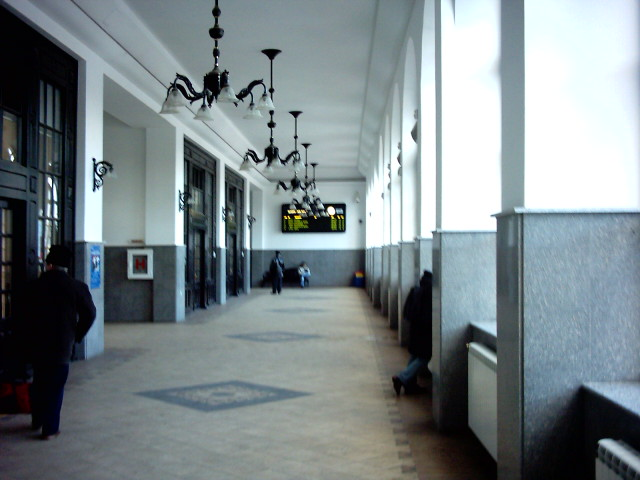
Holul interior al gării
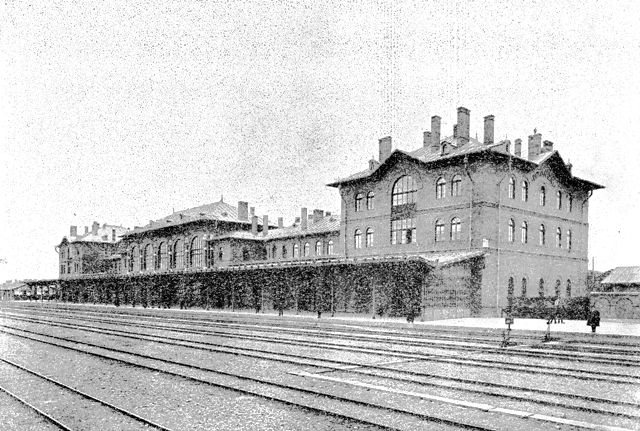
Gara Burdujeni la începutul secolului al XX-lea